# تانسور الکترومغناطیسی
در الکترومغناطیس, تانسور الکترومغناطیسی یا تانسور میدان الکترومغناطیسی (گاهی تانسور شدت میدانها, تانسور فارادی یا شبه بردار ماکسول هم گفته می‌شود.) یک مورد ریاضی است که میدان الکترومغناطیس یک مجموعهٔ فیزیکی را توصیف می‌کند. تانسور میدان که برای اولین بار بعد از تانسور ۴ بعدی روابط نسبیت خاص استفاده شد را هرمان مینکوفسکی معرفی کرد. تانسور به بعضی قوانین فیزیکی اجازه می‌دهد تا بسیار خلاصه‌تر نوشته شوند.

## تعریف
تانسور الکترومغناطیسی، قراردادی با حرف Fنمایش داده می‌شود، و به عنوان مشتق خارجی چاربردار پتانسیل, A, دیفرانسیل فرم۱ است:
{\displaystyle F\ {\stackrel {\mathrm {def} }{=}}\ \mathrm {d} A.}
پسF یک دیفرانسیل فرم۲—که یک تانسور میدان مرتبه۲ نامتقارن در فضای مینکوفسکی است.
{\displaystyle F_{\mu \nu }=\partial _{\mu }A_{\nu }-\partial _{\nu }A_{\mu }.}

### رابطه با میدان‌های کلاسیک
تانسور الکترومغناطیسی نسبت به میدانهای الکتریکی و مغناطیسی کاملاً همدیس , گرچه میدانهای الکتریکی و مغناطیسی با تغییر قاب مرجع تغییر می‌کنند، تانسور الکترومغناطیسی این گونه نیست. در حالت کلی، رابطه تقریباً پیچیده است، ولی در مختصات دکارتی، با استفاده از قاب مرجع خود دستگاه مختصات، رابطه بسیار ساده می‌شود.
{\displaystyle E_{i}=cF^{i0},}
که c سرعت نور، و
{\displaystyle B_{i}=-{\frac {1}{2}}\epsilon _{ijk}F^{jk},}
که{\displaystyle \epsilon _{ijk}} نماد لوی چوی است.
به عبارت ماتریسی:
{\displaystyle {\begin{bmatrix}0&-E_{x}/c&-E_{y}/c&-E_{z}/c\\E_{x}/c&0&-B_{z}&B_{y}\\E_{y}/c&B_{z}&0&-B_{x}\\E_{z}/c&-B_{y}&B_{x}&0\end{bmatrix}}=F^{\mu \nu }.}
یا:
{\displaystyle F_{\mu \nu }=\eta _{\mu \alpha }\eta _{\nu \beta }F^{\alpha \beta }={\begin{bmatrix}0&E_{x}/c&E_{y}/c&E_{z}/c\\-E_{x}/c&0&-B_{z}&B_{y}\\-E_{y}/c&B_{z}&0&-B_{x}\\-E_{z}/c&-B_{y}&B_{x}&0\end{bmatrix}}.}
شکل نا همسان در رابطهٔ نیروی لورنتس ظاهر می‌شود: {\displaystyle {\frac {dp^{\mu }}{d\tau }}=qF_{\nu }^{\mu }u^{\nu }}، where
{\displaystyle F_{\nu }^{\mu }={\begin{bmatrix}0&E_{x}/c&E_{y}/c&E_{z}/c\\E_{x}/c&0&B_{z}&-B_{y}\\E_{y}/c&-B_{z}&0&B_{x}\\E_{z}/c&B_{y}&-B_{x}&0\end{bmatrix}}.}
در این مقاله از این جا به بعد دستگاه مختصات را دکارتی و قاب مرجع را خود دستگاه فرض کنید.

### مشخصات
شکل ماتریسی تانسور میدان مشخصات زیر را داراست:
۱=ضد تقارن:
{\displaystyle F^{\mu \nu }\,=-F^{\nu \mu }}
۲=۶ جزء مستقل: در مختصات دکارتی، که سه مؤلفه فضایی میدان الکتریکی(Ex, Ey, Ez) و میدان مغناطیسی (Bx, By, Bz) هستند.
۳=ضرب داخلی: اگر از ضرب داخلی تانسور شدت میدان استفاده کنیم یک ثابت لورنتس را می‌توان به صورت زیر نوشت:
{\displaystyle F_{\mu \nu }F^{\mu \nu }=\ 2\left(B^{2}-{\frac {E^{2}}{c^{2}}}\right)}
با تغییر قاب مرجع این عدد تغییر نمی‌کند.
۴=ثابت شبه اسکالر: ضرب تانسور {\displaystyle \scriptstyle (F^{\mu \nu })} با تانسور دوگانهٔ {\displaystyle \scriptstyle (G^{\mu \nu })} ثابت لورنتس را نتیجه می‌دهد:
{\displaystyle G_{\gamma \delta }F^{\gamma \delta }={\frac {1}{2}}\epsilon _{\alpha \beta \gamma \delta }F^{\alpha \beta }F^{\gamma \delta }=-{\frac {4}{c}}\left(\mathbf {B} \cdot \mathbf {E} \right)\,}
که {\displaystyle \epsilon _{\alpha \beta \gamma \delta }} نماد لوی چوی مرتبه ۴ است. نماد آن بستگی به مجمع مورد استفاده برای نماد لوی چوی دارد. مجمعی که در این جا استفاده می‌شود {\displaystyle \epsilon _{0123}=+1}.
۵=دترمینان:
{\displaystyle \det \left(F\right)={\frac {1}{c^{2}}}\left(\mathbf {B} \cdot \mathbf {E} \right)^{2}}
که مربع ثابت بالاست.

## نکات
با استفاده از تعریف داریم:
{\displaystyle T_{[abc]}={\frac {1}{3!}}(T_{abc}+T_{bca}+T_{cab}-T_{acb}-T_{bac}-T_{cba})}
بنابرین اگر:
{\displaystyle \partial _{\gamma }F_{\alpha \beta }+\partial _{\alpha }F_{\beta \gamma }+\partial _{\beta }F_{\gamma \alpha }=0}
در آن صورت:
{\displaystyle {\begin{aligned}0&={\begin{matrix}{\frac {2}{6}}\end{matrix}}(\partial _{\gamma }F_{\alpha \beta }+\partial _{\alpha }F_{\beta \gamma }+\partial _{\beta }F_{\gamma \alpha })\\&={\begin{matrix}{\frac {1}{6}}\end{matrix}}\{\partial _{\gamma }(2F_{\alpha \beta })+\partial _{\alpha }(2F_{\beta \gamma })+\partial _{\beta }(2F_{\gamma \alpha })\}\\&={\begin{matrix}{\frac {1}{6}}\end{matrix}}\{\partial _{\gamma }(F_{\alpha \beta }-F_{\beta \alpha })+\partial _{\alpha }(F_{\beta \gamma }-F_{\gamma \beta })+\partial _{\beta }(F_{\gamma \alpha }-F_{\alpha \gamma })\}\\&={\begin{matrix}{\frac {1}{6}}\end{matrix}}(\partial _{\gamma }F_{\alpha \beta }+\partial _{\alpha }F_{\beta \gamma }+\partial _{\beta }F_{\gamma \alpha }-\partial _{\gamma }F_{\beta \alpha }-\partial _{\alpha }F_{\gamma \beta }-\partial _{\beta }F_{\alpha \gamma })\\&=\partial _{[\gamma }F_{\alpha \beta ]}\end{aligned}}}